# 戈斯拉尔
戈斯拉尔（德語：Goslar，發音：[ˈɡɔslaʁ] ⓘ）是德国下萨克森州戈斯拉尔县的城市，也是戈斯拉尔县的县治，位于哈茨山北麓，面积163.88平方千米，2023年12月31日人口为50,253人。
戈斯拉尔老城区拥有超过1500座木屋，拉默尔斯山因其千年的采矿历史及其对神圣罗马帝国和汉萨同盟的政治重要性而被联合国教科文组织列为世界遗产。每年，戈斯拉尔都会向一位国际艺术家颁发戈斯拉尔皇戒，该奖项被誉为“艺术界的诺贝尔奖”。

## 历史
1972年之前，戈斯拉尔曾是一座非县辖城市，之后并入戈斯拉尔县。
1972年7月1日，市镇奥克、汉多夫、哈嫩克莱-博克斯维瑟和耶尔施泰特并入戈斯拉尔。2014年1月1日，市镇菲嫩堡并入戈斯拉尔。

## 友好城市
戈斯拉尔与以下城市结为友好城市：
- 法國 阿卡雄（1965年）
- 捷克 貝龍（1989年）
- 波蘭 布熱格（2000年）
- 苏格兰 福里斯（英语：Forres）（1984年）
- 以色列 赖阿南纳（2006年）
- 英格兰 温莎-梅登黑德（1969年）